# Александър Коробков
Александър Андреевич Коробко̀в (на руски: Александр Андреевич Коробко̀в) е съветски военачалник, генерал-майор, командир на 4-та армия в началния период на Великата отечествена война.

## Биография
Роден е на 20 юни 1897 г. в град Петровск, Саратовска губерния.
В царската армия е от 1915 г. През 1916 г. завършва Оренбургската школа за прапоршчици. По време на Първата световна война командва взвод на Югозападния фронт.
В Червената армия е от август 1918 г. Участник е в Гражданската война в Русия. През 1922 г. завършва Военната академия „Фрунзе“. От 1924 г. е командир на стрелкови полк, от 1931 г. - началник-щаб на 95-а стрелкова дивизия. През 1936 г. е назначен за командир на 100-тна стрелкова дивизия, през май 1939 г. - за командир на 16-и стрелкови корпус, а от януари 1941 г. — за командващ 4-та армия.
В своите спомени Леонид Сандалов – бивш началник-щаб на армията, пише:
„... в това време пристигна новият командващ 4-та армия генерал-майор А. А. Коробков. Познавах го отдавна. Той беше много деен командир, бързо придвижващ се по служебната стълбица и оставил зад себе си доста от колегите си. През 1938 г. командваше стрелкова дивизия, от дивизията отиде на корпус, а през пролетта на 1941 г. вече бе начело на 4-та армия.
Новият командарм педантично изпълняваше волята на командващия на окръга по предислоцирането на войските. Той или нямаше своя гледна точка за това, или грижливо я прикриваше.“. 
В началото на войната 4-та армия поема първия удар на 2-ра танкова група на германския Вермахт. Практически отбраната на армията веднага е пробита и германските войски се устремяват в дълбочина. На 30 юни, по други данни – на 8 юли, за загуба на управлението на войските, нерешителност и бездействие, Коробков е отстранен от командването и е арестуван.
На 22 юли 1941 г., с решение на Военната колегия на Върховния съд на СССР, Александър Коробков е лишен от военното си звание и наградите си и е осъден на смърт. Разстрелян е на същия ден.
След смъртта на Сталин, на 31 юли 1957 г., Александър Андреевич Коробков е реабилитиран посмъртно и военното звание и наградите са му възстановени.

## Награди
- Орден „Червено знаме“
- Медал „XX години РККА“
- Почетно оръжие